# Argentinosaurus
Argentinosaurus (AR-jen-TEE-noh-SAW-rus nghĩa là "thằn lằn Argentina") là một chi của khủng long Sauropoda sống ở Argentina. Tên chi (Argentinosaurus) chỉ đến quốc gia mà chúng được phát hiện. Chi khủng long này sinh sống ở Nam Mỹ vào khoảng từ 97 đến 94 triệu năm trước, vào cuối kỷ Creta. Nó là một trong những chi khủng long lớn nhất từng được biết đến và chỉ đứng sau loài Amphicoelias, dài từ 35-40m, nặng từ 50.000 - 100.000 kg, cao khoảng 7-15m.

## Phát hiện
Hóa thạch đầu tiên được nhận dạng là Argentinosaurus tìm thấy năm 1987 tại một nông trường bởi một người chăm gia súc ở Argentina, người nhầm xương chân với gỗ hóa đá. Một xương sống khổng lồ cũng được tìm thấy, và dài gần bằng một người đàn ông.
Loài điển hình của chi Argentinosaurus là A. huinculensis, được mô tả năm 1993 bởi các nhà cổ sinh vật học người Mỹ José F. Bonaparte và Rodolfo Coria. Nó sống vào cuối kỷ Creta ở niên đại Cenomanian, từ 97 tới 94 triệu năm trước. Hóa thạch được phát hiện ở vùng thuộc thành hệ Huincul của phân nhóm Río Limay tại tỉnh Neuquén, Argentina (thành hệ Huincul là một phần thành hệ Río Limay). Đồng thời, ở những nơi phát hiện dấu tích của khủng long Argentinosaurus, các nhà khảo cổ còn phát hiện được hàng ngàn quả trứng hóa thạch, phạm vi phân bố của trứng khủng long khá rộng. Đây có thể coi là con đường trứng khủng long lớn nhất từ trước đến nay.

## Mô tả

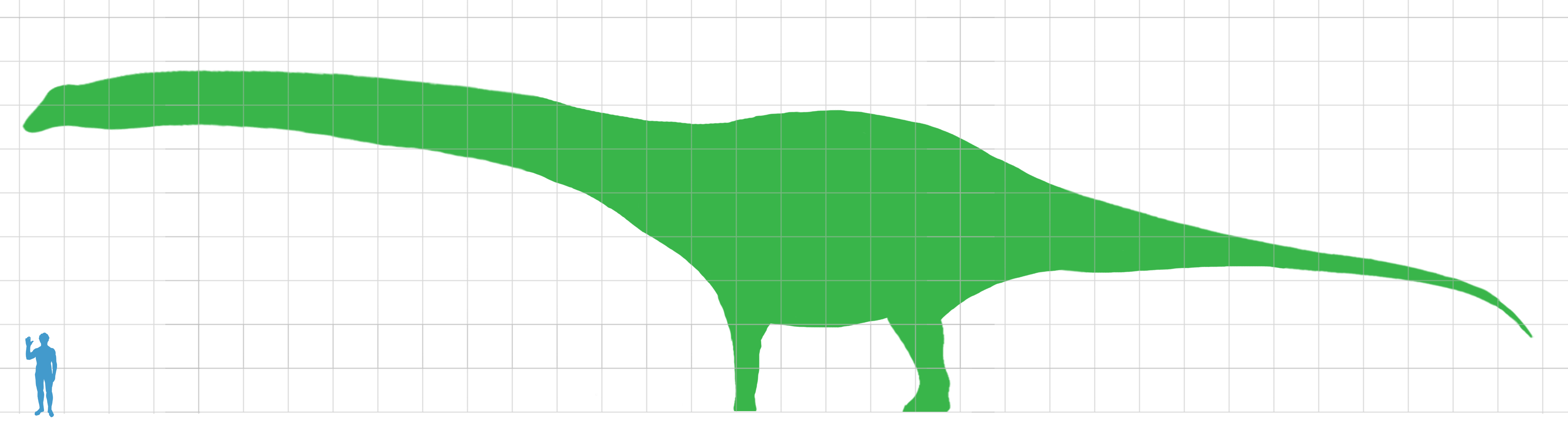
Kích cỡ Argentinosaurus so với một người trung bình

Không có nhiều bộ hóa thạch của khủng long Argentinosaurus được tìm thấy và phục hồi, vẫn chưa phát hiện được hóa thạch hoàn chỉnh. Tiêu bản bộ xương Argentinosaurus bao gồm một loạt các đốt sống (sáu ở phần lưng, năm ở phần hông), xương sườn ở phía bên phải của vùng hông, một phần từ sườn và xương sườn (xương chân dưới). Một trong những xương sống này cao 1,59 mét, và xương sườn khoảng 1,55 mét (61 inch). Thêm vào những xương này, xương đùi không hoàn chỉnh (xương chân vịt, mẫu vật MLP-DP 46-VIII-21-3) được chỉ định cho Argentinosaurus; trục xương đùi không hoàn chỉnh này có chu vi tối thiểu khoảng 1,18 mét. Tỷ lệ của những xương này và sự so sánh với thân của các Sauropoda khác cho phép các nhà cổ sinh vật học ước tính kích thước của con vật.

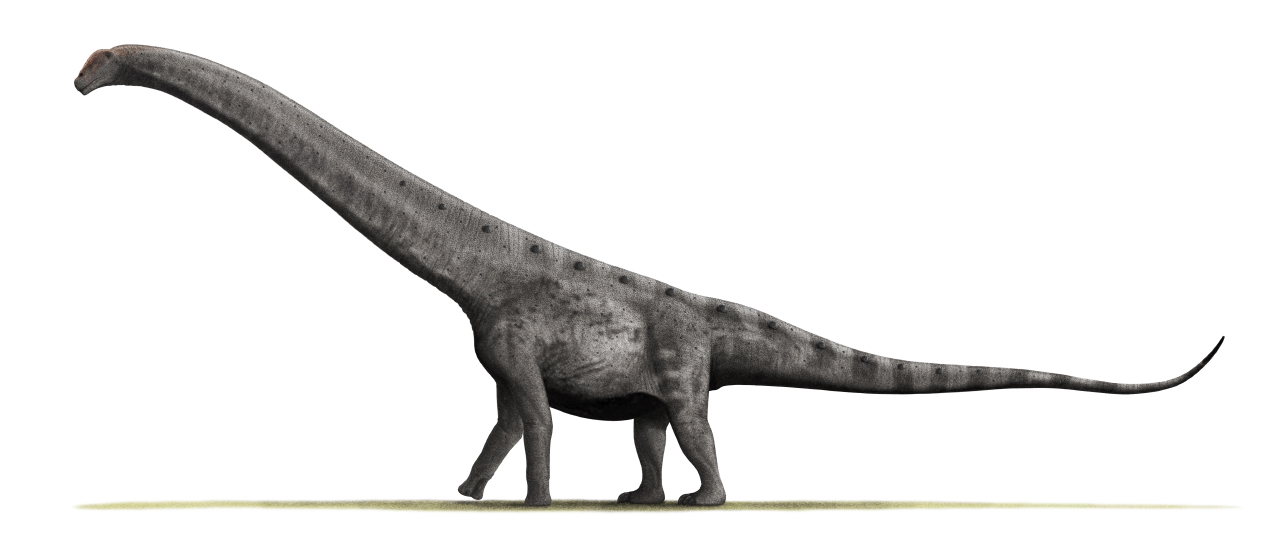
Hình ảnh phục chế của Argentinosaurus

Một cuộc tái thiết của Gregory S. Paul ước tính Argentinosaurus có chiều dài từ 35-45 mét (115-132 ft) và khối lượng lên đến 80-100 tấn. Chiều dài của xương sau phục hồi dài 39,7 mét (130 ft) và cao 7.3 mét (24 ft). Đây là việc phục hồi lâu nhất trong một viện bảo tàng và chứa nhiều nguyên liệu ban đầu, bao gồm cả một phần xương sụn hoàn toàn hoàn chỉnh. Các ước tính khác đã so sánh các phần xương rời rạc với các Titanosaurs khác tương đối hoàn chỉnh để giúp ước tính kích thước của Argentinosaurus. Vào năm 2006, Carpenter đã sử dụng bộ xương Saltasaurus hoàn chỉnh hơn làm so sánh và ước tính Argentinosaurus có chiều dài 30 mét (98 ft). Một ước tính chưa được công bố đã sử dụng các bản tái tạo đã được công bố của Saltasaurus, Opisthocoelicaudia và Rapetosaurus làm so sánh và đưa ra ước tính ngắn hơn, khoảng 22-26 mét (72-85 ft). Ước tính khối lượng ít phổ biến, nhưng Mazzetta et al (2004) cung cấp dự đoán một khối lượng từ 60-88 tấn và xem khối lượng 73 tấn là rất có thể, làm cho nó trở thành loài Sauropoda nặng nhất được biết đến. Gần đây hơn, nó được ước tính nặng 83,2 tấn bằng cách tính khối lượng tái thiết. Scott Hartman gợi ý rằng Argentinosaurus sẽ có đuôi ngắn hơn và ngực hẹp hơn Puertasaurus, cho thấy nó hơi nhỏ hơn các titanosaur khổng lồ như Puertasaurus và Alamosaurus.

## Đặc điểm sinh học

### Hệ cơ xương và tốc độ

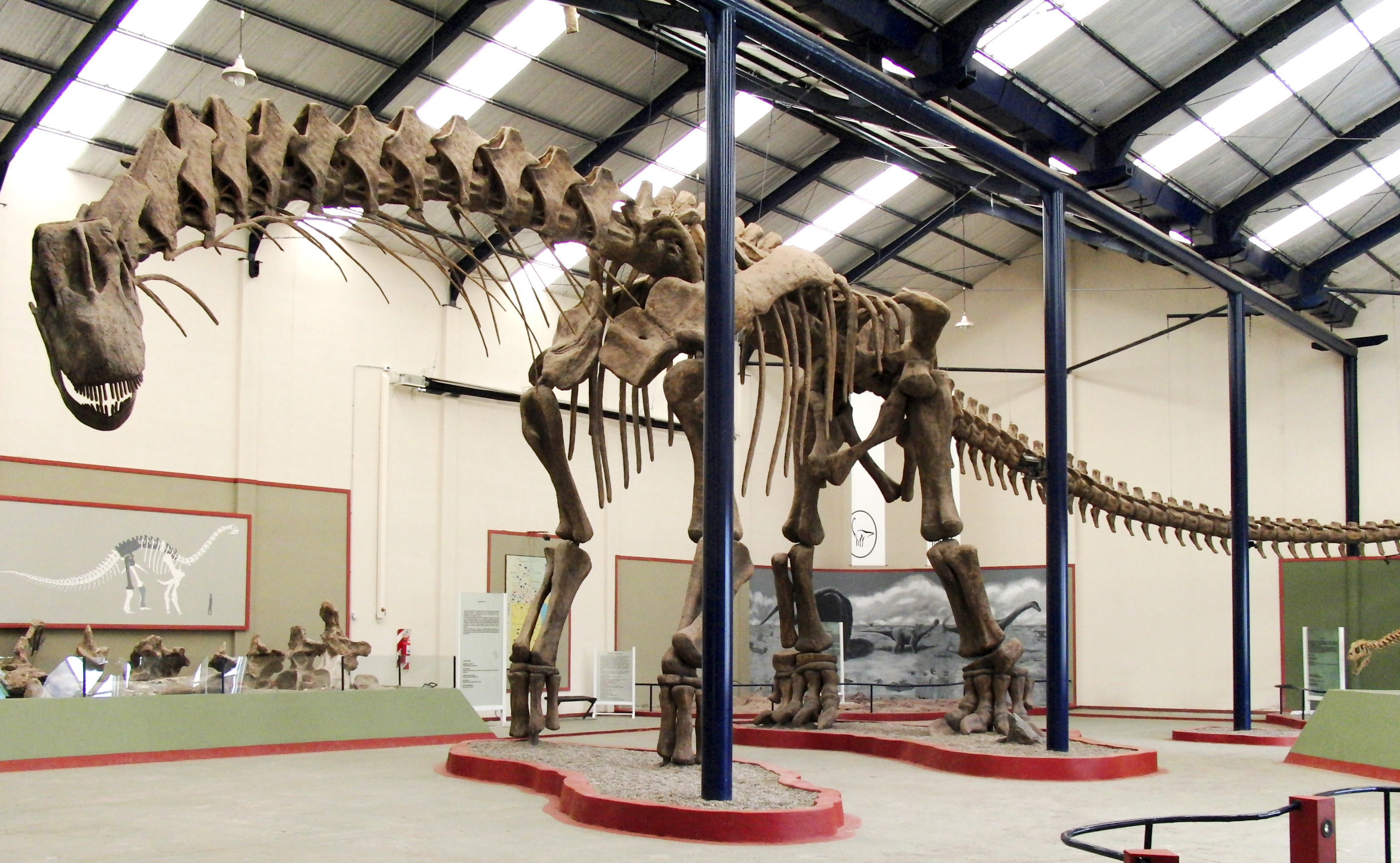
Bộ xương Argentinosaurus được tái dựng để ước tính tốc độ của con vật

Trong năm 2013, trong một nghiên cứu được xuất bản trong Plos One vào ngày 30 tháng 10 năm 2013 bởi tiến sĩ Bill Sellers, tiến sĩ Rodolfo Coria, Argentinosaurus đã được tái tạo lại bằng kỹ thuật số để kiểm tra chuyển động của nó lần đầu tiên. Trước nghiên cứu này, cách phổ biến nhất để đánh giá tốc độ là thông qua nghiên cứu mô học xương và công nghệ. Thông thường, các nghiên cứu về mô học xương hậu môn sau và tốc độ tập trung vào bộ xương hậu công có nhiều đặc điểm độc đáo, chẳng hạn như một quy trình mở rộng trên, một thùy rộng trên võng mạc, một phần ba phía trên của xương đùi và một ổ trứng cực kỳ trục chân vịt. Những tính năng này rất hữu ích khi cố gắng để giải thích mô hình đường đua của động vật graviportal. Khi nghiên cứu công nghệ để tính toán tốc độ của Sauropoda, có một số vấn đề, chẳng hạn như chỉ cung cấp ước tính cho một số chặng đi bộ vì sự thiên vị bảo quản và có nhiều vấn đề cần chính xác hơn.
Để ước tính tốc độ của Argentinosaurus, nghiên cứu đã thực hiện phân tích cơ xương khớp. Các phân tích cơ xương trước đây chỉ được tiến hành trên hominids, chim khủng bố và các khủng long khác. Trước khi họ có thể tiến hành phân tích, nhóm nghiên cứu phải tạo ra một bộ xương kỹ thuật số của con vật, cho biết nơi nào sẽ có cơ bắp, xác định vị trí các cơ và khớp, cuối cùng là tìm ra các đặc tính của cơ trước khi tìm ra bước đi và tốc độ. Kết quả của nghiên cứu cơ học cho thấy Argentinosaurus có khả năng di chuyển với tốc độ tối đa 2 m/s (5 dặm/giờ) với trọng lượng lớn của con vật và chủng mà khớp của nó có khả năng mang. Kết quả cho thấy các động vật có xương sống trên cạn nhiều hơn có thể, nhưng sẽ đòi hỏi phải tiến hóa cơ thể đáng kể và có thể thay đổi hành vi để ngăn ngừa sự sụp đổ của khớp.

### Thức ăn
Argentinosaurus cũng giống như tất cả các loài khác của Sauropoda, là một loài động vật ăn cỏ. Nó có thể sử dụng cái cổ dài để tiếp cận với cây thông hoặc tìm kiếm trên mặt đất một số loại dương xỉ và cây bụi. Sau khi nuốt, thức ăn cần phải đi xuống khắp cổ trước khi vào dạ dày. Bên trong dạ dày, thực vật đã bị nghiền hoặc vỡ vụn bởi những viên đá trơn do chúng nuốt vào để dễ dàng tiêu hóa thức ăn hơn. Một tuần, chúng ăn hết 3-4 tấn thực vật, tiêu hóa và thải ra ngoài hơn 1 tấn chất thải.

### Sinh sản và sinh trưởng
Các nghiên cứu cho thấy rằng Argentinosaurus đã không ngừng phát triển trong suốt cuộc đời của nó. Một bài báo cho thấy rằng những con Argentinosaurus mới nở sẽ phải tăng gấp 25.000 lần kích cỡ ban đầu của chúng trước khi đạt đến kích cỡ trưởng thành. Argentinosaurus có thể di cư trong các đàn lớn với vài chục con vật, bao gồm cả các con nhỏ. Những con khủng long con dễ bị tấn công bởi các loài săn mồi. Người ta cho rằng chỉ có một vài con nhỏ sẽ may mắn sống được đến tuổi trưởng thành. Các quả trứng hóa thạch liên quan đến Argentinosaurus đã được bảo tồn. Những quả trứng này cho thấy mỗi năm, hàng trăm con khủng long trưởng thành sẽ tập trung để làm tổ. Vùng ngập trũng bằng phẳng được xác định là các vị trí làm tổ ưu tiên. Các quả trứng có đường kính khoảng 22 cm (8,7 inch) và mỗi con khủng long trưởng thành có thể đẻ một số lượng lớn trứng trong mỗi mùa. Sau khi nở, phải mất khoảng 15 năm để những con khủng long nhỏ đến được tuổi trưởng thành và đạt được kích thước khổng lồ.

## Trong văn hoá đại chúng
Argentinosaurus xuất hiện trong chương trình truyền hình Chased by Dinosaurs của kênh BBC năm 2002, nơi nó được miêu tả là con mồi để săn bắt của Giganotosaurus. Năm 2001, chương trình đặc biệt của BBC là Horizon: The Science of Giants đã kiểm tra bằng chứng cho việc loài Mapusaurus săn bắt loài Argentinosaurus chưa được biết đến. Điều đó cũng được đưa ra trong loạt chương trình truyền hình Planet Dinosaur năm 2011, nơi Argentinosaurus được miêu tả là con khủng long lớn nhất từng được khám phá và cũng được miêu tả là con mồi của Mapusaurus.